# Holzgerlingen
Holzgerlingen är en stad i Landkreis Böblingen i regionen Stuttgart i Regierungsbezirk Stuttgart i förbundslandet Baden-Württemberg i Tyskland.
Kommunen ingår tillsammans med kommunerna Altdorf och Hildrizhausen i kommunalförbundet Holzgerlingen.